# Flame and the Flesh
Flame and the Flesh es una película de drama de 1954 hecha por MGM y protagonizada por Lana Turner. Fue dirigida por Richard Brooks y producida por Joe Pasternak del guion de Helen Deutsch basada en la novela de Auguste Bailly. La música corrió a cargo de Nicholas Brodszky y la fotografía de Christopher Challis.
La película también la protagonizan Pier Angeli, Carlos Thompson y Bonar Colleano.

## Trama
Madeline Duvain es desahuciada de su apartamento por no pagar el alquiler. Después deambula por las calles, donde el músico Ciccio Duvario se apiada de ella y la invita a su casa. La manipuladora Madeline pronto empieza a aprovecharse de su bondad.
Ciccio trabaja en un club nocturno donde su compañero de piso Nino es un cantante popular. Lisa, la hija del dueño del club, está enamorada de Nino, quien ha estado viendo a una mujer casada.
Nino se da cuenta de que Lisa sería buena para él, así que establecen una fecha para la boda. Pero cuando él conoce a Madeline, la atracción es inmediata. Huyen los dos juntos. Ciccio promete encontrarlos para luego matarlos.
Madeline se siente frustrada cuando Nino tiene dificultades para encontrar trabajo. Ella seduce a un dueño de un club para contratar a Nino como cantante. Nino finalmente entiende el tipo de mujer que ella es, atacando al dueño del club y pegándole a la mujer. Madeline se da cuenta demasiado tarde de que ama a Nino cuando él le deja, esperando que Ciccio les perdone y Lisa le lleve de vuelta.

## Producción
La película es un remake de una película francesa de 1938, Naples au baiser de feu, también conocida en Estados Unidos como The Kiss of Fire, esta misma es un remake de una película muda francesa de 1925 con el mismo nombre. Ambas versiones anteriores estaban basadas en la misma novela.
La película fue rodada en Londres y en Nápoles, Italia.
En esta película, Lana Turner, famosamente rubia, aparece morena.

## Reparto
- Lana Turner como Madeline.
- Pier Angeli como Lisa.
- Carlos Thompson como Nino.
- Bonar Colleano como Ciccio.
- Charles Goldner como Mondari.
- Peter Illing como Peppe.
- Rosalie Crutchley como Francesca.
- Marne Maitland como Filiberto.
- Eric Pohlmann como propietario de Marina.

## Recepción
Según los registros de MGM la película recaudó $1.329.000 en los Estados Unidos y Canadá y $965.000 en otros mercados, con una pérdida final de $171.000.